# 世界社会党 (新西兰)
世界社会党（英語：World Socialist Party）是新西兰的一个左翼政党。该党成立于1930年。该党的意识形态是不可能主义、社会主义、马克思主义、反列宁主义。该党的最高领导机构是成员会议。该党的总部位于Manurewa。该党是世界社会主义运动的成员。